# Totalmente Inocentes
Totalmente Inocentes é um filme brasileiro de 2012, uma comédia lançada no dia 7 de setembro de 2012, com roteiro de Rafael Dragaud e Carolina Castro, dirigida por Rodrigo Bittencourt e com distribuição de Paris Filmes. Trata-se da fictícia favela do DDC, Da Fé e seus amigos decidem se transformar em traficantes. Só que eles não têm talento para a coisa.

## Elenco
- Fábio Porchat como Do Morro
- Mariana Rios como Gildinha
- Fábio Assunção como Wanderlei
- Ingrid Guimarães como Raquel
- Kiko Mascarenhas como Diaba Loura
- Leandro Firmino como Tranquilo
- Fábio Lago como Nervoso
- Cauê Campos como Torrado
- Lucas D'Jesus como Da Fé
- Gleison Silva como Bracinho
- Vivianne Pasmanter como Delegada Suzana
- Álamo Facó como China
- Ícaro Silva como Átila
- Marcelo Escorel como Capitão Marrentão
- Felipe Neto como Apresentador
- Di Ferrero como ele mesmo

## Produção

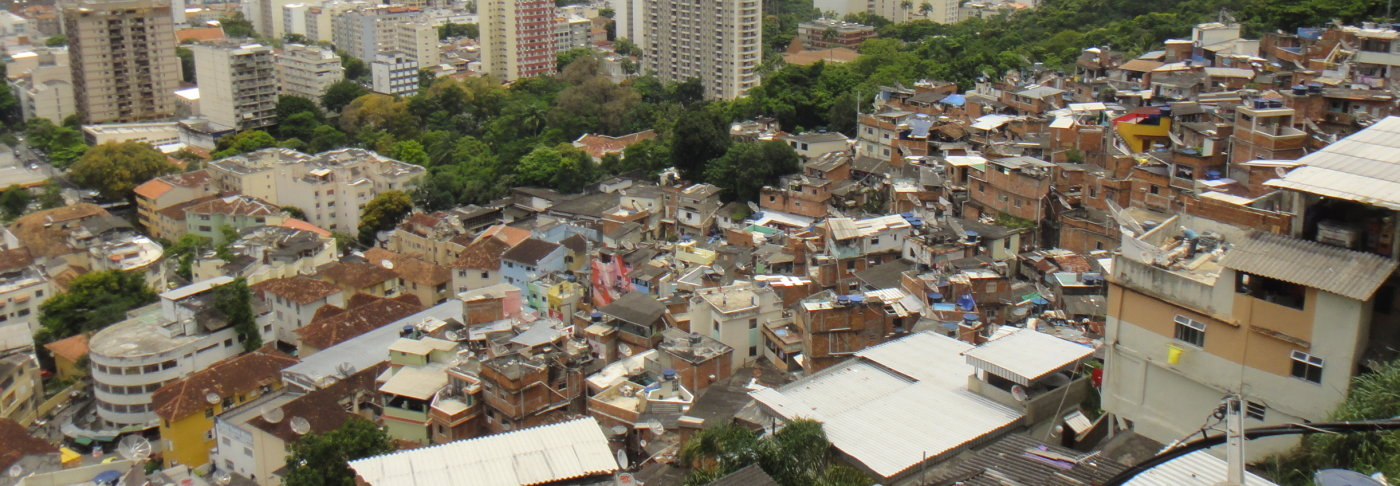
Favela Santa Marta, onde foi gravado em parte.

O filme é uma paródia de outros grandes sucessos cinematográficos brasileiros do gênero favela movie: Tropa de Elite e Cidade de Deus, ele foi gravado em maior parte em Paulínia, no interior de São Paulo, e no Morro Dona Marta, na zona sul do Rio de Janeiro.
O elenco conta com Fabio Assunção, Fábio Porchat, Kiko Mascarenhas, Fábio Lago, Leandro Firmino e Álamo Facó, além de participações especiais de Ingrid Guimarães, Felipe Neto, Vivianne Pasmanter e Di Ferrero, vocalista da banda NX Zero. O trio de protagonistas (Lucas D'Jesus, Gleison Silva e Cauê Campos, que vivem Da Fé, Bracinho e Torrado, respectivamente) foi escolhido após centenas de testes.
Totalmente Inocentes é uma produção da Paris Filmes, Atitude Produções e Migdal Filmes, em coprodução com a Globo Filmes e RioFilme e distribuição da Paris Filmes e RioFilme Distribuições.

## Recepção

### Crítica
Totalmente Inocentes recebeu mais críticas negativas do que positivas, em diversos sites; um dos principais sites brasileiros sobre filmes, o AdoroCinema.com classificou o filme com a nota de 1,5. O crítico do site escreveu que "Totalmente Inocentes é um filme cansativo, que não explora de forma convincente o material que tem em mãos [...] um filme totalmente fraco". Já críticos de outros sites bastante conhecidos, o CineClick falou que "Totalmente Inocentes tem um roteiro pobre e direção tacanha e não cumpre o compromisso básico de uma comédia: fazer rir". Já o site Cinema com Rapadura, citou que "o humor chega a ser ridículo de tão sem graça". A crítica dos espectadores dos sites não foram diferente, sendo que muitos apenas criticavam o roteiro de Rodrigo Bittencourt.

### Bilheteria
O filme foi lançado no dia 7 de setembro de 2012, e foram vendidos mais de 106 mil ingressos em todo o Brasil, desde o lançamento o longa-metragem não esta tendo uma receita razoável e continuou caindo o número de espectadores que foram para as salas de cinema para assistir o filme.

## Trilha Sonora
A trilha sonora do filme trouxe nove faixas.
1. "I Started a Joke" - Faith No More
2. "Tiro ao Álvaro" - Mariana Rios e Di Ferrero
3. "Baby Elephant Walk" - Marcos Kuzka Cunha
4. "Cedo ou Tarde" - Nx Zero
5. "Uni-duni-tê" - Lola Fiuza e João Paulo Fiuza Soares
6. "Funk do Sinistro" - Marcos Kuzka Cunha
7. "Tropa de Elite" - Tihuana
8. "Misirlou" - Rodrigo Bittencourt e Marcos Kuzka Cunha
9. "O Que É, o Que É?" - Gonzaguinha